# Gróa

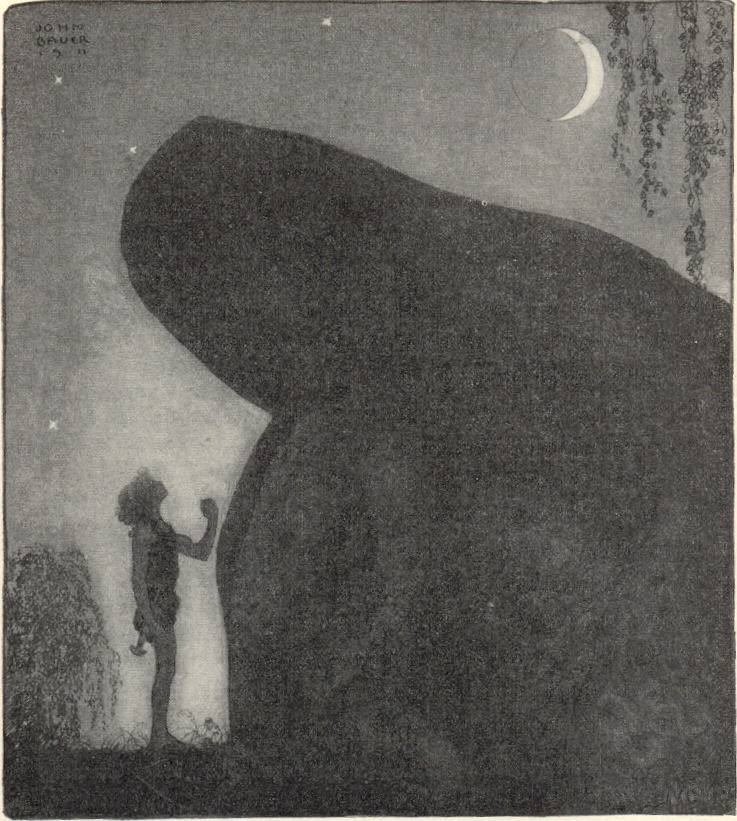
"Svegliati Gróa, svegliati madre". Illustrazione di John Bauer.

Nella mitologia norrena, Gróa è una strega e una praticante del seiðr, moglie di Aurvandill il Coraggioso.
Appare nello Skáldskaparmál, una sezione dell'Edda in prosa di Snorri Sturluson, più precisamente compare nel racconto della battaglia del dio Thor contro il gigante Hrungnir. Dopo che il dio aveva ucciso il gigante con il suo martello Mjöllnir, Gróa venne interpellata affinché rimuovesse dalla testa del dio un frammento della cote di Hrungnir. Sfortunatamente mentre Gróa stava eseguendo il compito, Thor, per renderla felice, le raccontò di una volta in cui aveva guadato da nord a sud gli Élivágar, portando Aurvandill fuori da Jǫtunheimr sulle spalle in una gerla. Come prova le disse che uno degli alluci del gigante era rimasto fuori ed era gelato; perciò egli lo aveva spezzato e l'aveva gettato nel cielo, facendolo diventare una stella, di nome Aurvandillstá ("Alluce di Aurvandill"). Allora Gróa fu così felice che si dimenticò dell'incantesimo e il pezzo della cote rimase per sempre imprigionato nella testa del dio.
Ecco un frammento di questa vicenda così come viene raccontata direttamente nello Skáldskaparmál:
(Snorri Sturluson - Skálskaparmál XXV)
Gróa è anche una vǫlva, evocata dall'oltre tomba, nel poema Grógaldr, (una parte dello Svipdagsmál), da suo figlio Svipdagr. Con la morte non ha perso nessuno dei suoi poteri magici e può assisterlo nel portare a termine il compito assegnatogli dalla sua crudele matrigna.
Nel Gesta Danorum, Gro è una donna salvata dallo sposarsi con un re gigante di nome Gram. Nelle teorie di Viktor Rydberg sulla mitologia norrena, queste tre Gróa in realtà sarebbero tutte il medesimo personaggio.